# He Yueji
He Yueji (en chino: 何岳基; 11 de julio de 2002) es un deportista chino que compite en halterofilia. Ganó una medalla de bronce en el Campeonato Mundial de Halterofilia de 2022, en la categoría de 61 kg.

## Palmarés internacional
| Campeonato Mundial | Campeonato Mundial | Campeonato Mundial | Campeonato Mundial |
| Año                | Lugar              | Medalla            | Categoría          |
| ------------------ | ------------------ | ------------------ | ------------------ |
| 2022               | Bogotá (Colombia)  | Medalla de bronce  | 61 kg              |